# Hans-Christian von Dadelsen
Hans-Christian von Dadelsen (* 4. Dezember 1948 in Berlin) ist ein deutscher Komponist von Werken für Ensemble, Orchester und Oper sowie Musikschriftsteller.

## Leben
Hans-Christian von Dadelsen ist eines von fünf Kindern des Musikwissenschaftlers Georg von Dadelsen und der Journalistin Dorothee von Dadelsen. Seine Kindheit verbrachte Hans-Christian von Dadelsen in  Tübingen und Hamburg, wo er nach dem Abitur an der Hamburger Musikhochschule studierte. Er lernte Komposition und Musiktheorie bei Diether de la Motte und György Ligeti sowie Musikpädagogik bei Hermann Rauhe. Bei den Darmstädter Ferien-Kursen 1972 regte er in einem Vortrag „Tendenzen zu einer neuartigen Tonalität“ eine gründliche Wende der Moderne an, wies dabei auch auf „Pop-Art“ und neue „Romantik“ und leitete damit auch eine mancherlei missverstandene und von vielen anderen Komponisten aufgegriffene Veränderung der Stilistik der 70er-Jahre ein („Neuromantik“). Er selbst nahm als Komponist frühzeitig Einflüsse von Pop-Art und amerikanischer Stilistik auf und profilierte sich vor allem im Bereich polyrhythmischer Erfindungen und changierender harmonischer Konzepte.
Ab 1980 entwickelte er schrittweise gemeinsam mit seiner Frau, der Komponistin Babette Koblenz, eine konsequent polyrhythmische Stilistik („flexible Beats“). Es entstand eine Reihe von Werken für Orchester, Musiktheater und Kammerensemble sowie konzeptionelle Solo-Werke (Rhythmische Studien). Als Autor veröffentlichte er zahlreiche Essays im kulturphilosophischen Bereich wie auch Analysen und Studien zur Rhythmustheorie und Studien zum Werk von Bob Dylan, Steve Reich, György Ligeti und Wilhelm Killmayer. 1986–94 Tätigkeit als Dozent bei den Darmstädter Ferienkursen. 1998–2004 Leitung und Konzeption des Hamburger Kammermusik-Festivals „P0P – Pur oder Plus“; 1999 zusammen mit Manfred Reichert Konzeption und Leitung des Karlsruher Bob Dylan-Festivals „Beethoven hört Bob Dylan“. Zu seinen Auszeichnungen zählen der Förderungspreis des Kunstpreises Berlin in der Sparte Musik (1979), der Wilfried-Steinbrenner Preis für Ernste Musik (1981) und der Rom-Preis Villa Massimo (1979) sowie das Stipendium des Internationalen Künstlerhauses Villa Concordia (1998) in Bamberg.
Von 2007 bis 2014 arbeitete Hans-Christian von Dadelsen als Musiklehrer am Hegau-Gymnasium Singen, wo er auch die Big Band leitete. Er wohnte in Hamburg und lebt als freier Komponist und Musikschriftsteller im Wendland.

## Werke
alle Werke sind im Eigenverlag Kodasi erschienen
- Vokalmusik
  - Without-Out Songs für gemCh. (1980)
  - Chagall für gemCh. (2005)
- Bühnenwerke
  - Ikarus (nach García Márquez; mit Babette Koblenz; 1989; 1990 München)
  - Cinema, Musiktheater / Videooper; mit B.Koblenz (1999/2001; 2002 Karlsruhe)
- Instrumentalmusik
  - I. Orchesterwerke
    - Zwischenräume für gr.Orch (1972/73)
    - Plastik-Melancholie für gr.Orch (1975/76)
    - Sentimental Journey für Kam.Orch oder 10 Instr. (1978)
    - Salto Mortale für Str.Orch und Revolver (1979)
    - Fuga Revuelta für Kam.Orch oder 17 Instr. (1991)
    - Eau für Kam.Orch (2002/03)

  - II. Werke für Ensemble
    - 27 Geschichten, wie sie auch unter blauem Himmel passieren können für 5 Instr. (1973)
    - Made in Germany für 6 Instr. (1975)
    - Just Birds Flying in an Airplane für 7 Instr. (1981)
    - Kamel für 9 Instr. (1988) ▫ Esel für S, B u. 11 Instr.(1989)
    - Zebra  für 11 Instr. (1992) ▫ suburb, subterranean für Mez und 5 Instr. (2001)

  - III. Kammermusik
    - Selbstbildnis im Supermarkt für Viol. und Kl. (1975/77)
    - First Trumpet  für Viol. und Kl. (1983/86)
    - Duo für Viol. und Tromp. (1989)
    - Karakoram für Str.Qu (1994)
    - Westsüdwest für Altsax. und Kl. (1996)
    - Blowin’ für Str.Qu (1999)

  - IV. Solowerke
    - Drei Klavierstücke (1969)
    - Klavierstücke I –II (1979, 1990)
    - Studien für Viol. (1988, 1993)
    - Nordnordost für Altsax. (1994)

- Hörstücke
  - Blowing through the letters für Akk, Kl, Str.Qu. und Tonband (1999)
  - Von der Wirklichkeit hinter den Grenzen (mit Manfred Reichert), für Akk., Kl, Str.Qu. und Tonband (2007)

## Veröffentlichungen  (Auswahl)
- Was macht Dionysos im Matriarchat? Essay zum aktuellen Komponieren (in: Neue Zeitschrift für Musik, 1/1979)
- Eine neue Stufe rhythmischer Wechselwirkungen (in Ästhetik und Komposition, Mainz 1994)
- Entropie und Systemsprung im musikalischen Organismus (in: Ästhetik und Selbst-organisation, Berlin 1993)
- Rhythmische Wechselwirkungskräfte – Musikalische Indizien der Chaostheorie? (in: Arbeitsprozesse in Physik und Musik, Berlin 1993)
- Bob (D)ylan oder die Umkehr von Bab-Ylon (in MELOS, Heft 4/1984)
- Einstein, Dylan und der Gesang der Synagoge (in der Kulturzeitschrift „du“, Mai 2001)
- Maskierter Kult und demaskierte Kultur. Steve Reich: Tehillim (in MELOS, Heft 1/1987)
- Diesseits und jenseits von Raum und Zeit: Steve Reichs „Different Trains“ (in: Nachgedachte Musik der Gegenwart I, 1995, Wolke-Verlag)
- Über die musikalischen Konturen der Entfernung (zu „Lontano“ in Melos/NZ, 3/1976); Vom Pathos des Individuellen und seiner Demaskierung (zu „San Francisco Polyphony“, 1977, Wergo)
- Entgrenzung und Besinnung statt Bekränzung und Bestimmung -- Wilhelm Killmayers Hölderlin-Zyklus (in „Wilhelm Killmayer“ hg. von Siegfried Mauser, Mainz 1994); Bericht aus der Dunkelkammer (Vortrag Bayerische Akademie der Schönen Künste vom 11. November 1998), veröffentl. im „Jahrbuch der Bayerischen Akademie 1998“ und andere